# Molophilus piger
Molophilus piger är en tvåvingeart som beskrevs av Alexander 1942. Molophilus piger ingår i släktet Molophilus och familjen småharkrankar. Inga underarter finns listade i Catalogue of Life.